# Lasse Schøne
Lasse Schöne (Glostrup, 27 de mayo de 1986) es un exfutbolista danés que jugaba de centrocampista.

## Trayectoria
Empezó su carrera en el Lyngby BK, donde destacó. En 2002 se fue a jugar a Países Bajos, incorporándose a la cantera del SC Heerenveen. Sin embargo, tras no dar el salto al primer equipo decidió marcharse después de cuatro temporadas. En 2006 se fue al De Graafschap, donde logró el ascenso a Eredivisie en su primera campaña. En su segunda temporada en el club, ya en Eredivisie, firmó siete goles y llamó la atención de otros clubes del país. En dos campañas en el equipo neerlandés anotó dieciséis goles en 74 encuentros.
En 2008 Lasse firmó un nuevo contrato con el NEC Nimega. En su primera campaña debutó en Copa de la UEFA, donde logró un gol ante el Spartak Moscú. Sin embargo, en su segunda campaña apenas pudo disputar cinco encuentros debido a una grave lesión. En sus dos últimas temporadas en el club tricolor anotó veintidós goles, catorce de ellos en la temporada 2011-12.
El 18 de abril de 2012 Lasse firmó un contrato de tres temporadas con el Ajax. En sus primeras dos campañas logró dos títulos de Eredivisie, siendo elegido el mejor jugador de la plantilla en la segunda de ellas, además de máximo goleador. Continuó siendo una pieza clave en el centro del campo ajjacied, con el que alcanzó la final de la Liga Europa en 2017 ante el Manchester United. El 27 de febrero de 2019 se convirtió en el futbolista extranjero con más partidos en la historia del Ajax (270) superando el récord de Søren Lerby. El 5 de marzo de 2019 marcó el cuarto de gol, de falta directa, en el histórico triunfo ante el Real Madrid (1-4) en el Santiago Bernabéu.
El 9 de agosto de 2019 fichó por el Genoa C. F. C., procedente del Ajax de Ámsterdam. Abandonó el club a principios de enero de 2021 tras rescindir su contrato y en febrero regresó al S. C. Heerenveen 15 años después de su marcha. Al término de la temporada regresó a otro club en el que ya había jugado con anterioridad, el NEC Nijmegen. En este puso fin a su carrera tras la temporada 2024-25.

## Selección nacional

### Juventud
Comenzó su carrera internacional con el seleccionado nacional sub-16 de Dinamarca, anotando un gol en su debut en agosto de 2001. También hizo su debut con el equipo sub-21 en marzo de 2007. Jugó un total de nueve partidos y anotó un gol para los sub-21 hasta octubre de 2008.
Debutó el 12 de agosto de 2009, con la selección de fútbol de Dinamarca, en un encuentro amistoso ante la selección de Chile que finalizó con marcador de 2-1 a favor de los chilenos. En 2018 fue uno de los 23 convocados para disputar el Mundial de Rusia, en el que cayeron eliminados en octavos de final ante Croacia.

### Participaciones en Eurocopas
| Eurocopa      | Sede              | Resultado    |
| ------------- | ----------------- | ------------ |
| Eurocopa 2012 | Ucrania y Polonia | Primera fase |

### Participaciones en Mundiales
| Mundial                        | Sede  | Resultado        |
| ------------------------------ | ----- | ---------------- |
| Copa Mundial de Fútbol de 2018 | Rusia | Octavos de final |

## Clubes
| Club              | País         | Año       | Partidos | Goles |
| ----------------- | ------------ | --------- | -------- | ----- |
| S. C. Heerenveen  | Países Bajos | 2005-2006 | 0        | 0     |
| De Graafschap     | Países Bajos | 2006-2008 | 70       | 12    |
| NEC Nijmegen      | Países Bajos | 2008-2012 | 109      | 25    |
| Ajax de Ámsterdam | Países Bajos | 2012-2019 | 201      | 49    |
| Genoa C. F. C.    | Italia       | 2019-2021 | 32       | 2     |
| S. C. Heerenveen  | Países Bajos | 2021      | 14       | 1     |
| NEC Nijmegen      | Países Bajos | 2021-2025 | 115      | 4     |

## Palmarés

### Títulos nacionales
| Título                        | Club              | País         | Año     |
| ----------------------------- | ----------------- | ------------ | ------- |
| Eredivisie                    | Ajax de Ámsterdam | Países Bajos | 2012-13 |
| Supercopa de los Países Bajos | Ajax de Ámsterdam | Países Bajos | 2013    |
| Eredivisie                    | Ajax de Ámsterdam | Países Bajos | 2013-14 |
| Copa de los Países Bajos      | Ajax de Ámsterdam | Países Bajos | 2018-19 |
| Eredivisie                    | Ajax de Ámsterdam | Países Bajos | 2018-19 |
| Supercopa de los Países Bajos | Ajax de Ámsterdam | Países Bajos | 2019    |